# Fairmont City
Fairmont City è un villaggio degli Stati Uniti d'America, situato nello Stato dell'Illinois, diviso tra la contea di St. Clair e la contea di Madison.